# Bliedungen
Bliedungen ist eine Ortslage innerhalb des Ortsteils Friedrichsthal der Stadt Bleicherode im Landkreis Nordhausen in Thüringen.

## Geografie
Der Ort Bliedungen liegt, zusammen mit Gratzungen und Königsthal, etwa zehn Kilometer nördlich von Bleicherode, entlang des Sattels der Flusstäler der Helme und Bode an der Landesstraße 1034. Der Stäcksberg ist mit 303 m ü. NHN eine der höchsten Erhebungen im Umland.
Die Gemarkung wird vom Bliedebach durchflossen, der unweit der Bebauungsgrenze entspringt.

## Geschichte
Am 10. April 970 wurde Bliedungen erstmals urkundlich erwähnt. Das Dorf sei vom gleichnamigen Rittergut gegründet worden. Am 1. Juli 1950 entstand die Gemeinde Friedrichsthal durch den Zusammenschluss der bisherigen Gemeinden Bliedungen und Gratzungen.